# Quillota
Quillota – miasto chilijskie leżące w dolinie rzeki Aconcagua, w regionie Valparaíso (tzw. region V). W 2005 roku miasto o obszarze 302 km² liczyło 68 tys. mieszkańców.
Założone 11 listopada 1717 roku przez José de Santiago Concha miasto oddalone jest od stolicy państwa Santiago o 120 km, a od stolicy regionu Valparaíso – o 60 km.
W mieście rozwinął się przemysł spożywczy oraz chemiczny.